# Plussulien
Plussulien (bret. Plusulian) – miejscowość i gmina we Francji, w regionie Bretania, w departamencie Côtes-d’Armor.
Według danych na rok 1990 gminę zamieszkiwało 596 osób, a gęstość zaludnienia wynosiła 27 osób/km² (wśród 1269 gmin Bretanii Plussulien plasuje się na 781. miejscu pod względem liczby ludności, natomiast pod względem powierzchni na miejscu 449.).